# Te quiero, imbécil
Te quiero, imbécil es una película española de 2020 del género comedia romántica dirigida por Laura Mañá. Está protagonizada por Quim Gutiérrez en el papel principal de un hombre reinventándose, con los papeles de apoyo de Natalia Tena, Alfonso Bassave, Patricia Vico y Alba Ribas, y con la colaboración especial de Ernesto Alterio.

## Sinopsis
A Marcos (Quim Gutiérrez) le ha dejado su novia justo cuando iba a pedirle matrimonio, le han echado del trabajo y vuelve a vivir con sus padres. Su vida se ha convertido de repente en un desastre. Con semejante panorama Marcos está decidido a reinventarse y triunfar, pero no tiene ni idea de por dónde empezar, por eso acude al lugar donde todo se encuentra: Internet. Mientras trata de aplicar los consejos de un youtuber, Marcos se cruzará con una antigua amiga del colegio, una nueva jefa, su exnovia, unos colegas muy intensos y un montón de dudas existenciales.

## Reparto
- Quim Gutiérrez como Marcos
- Natalia Tena como Raquel
- Alfonso Bassave como Diego
- Patricia Vico como Lorena
- Alba Ribas como Ana
- Ernesto Alterio como Sebastián Vennet

## Producción
La película ha sido producida por Brutal Media, Minoria Absoluta, Lastor Media y Yo hombre la película AIE, con la participación de ICEC, Televisión Española, TV3 y Netflix. La película se rodó en Pamplona con Quim Gutiérrez como principal protagonista.

## Lanzamiento
Distribuida por Filmax, la película se estrenó en cines en España el 24 de enero de 2020, para estrenarse más adelante a través de Netflix desde el 15 de mayo de 2020.